# Horoșe, Petropavlivka
Horoșe (în ucraineană Хороше) este localitatea de reședință a comunei Horoșe din raionul Petropavlivka, regiunea Dnipropetrovsk, Ucraina.

## Demografie
Componența lingvistică a localității Horoșe
     Ucraineană (94,5%)
     Rusă (4,19%)
     Alte limbi (0,27%)
Conform recensământului din 2001, majoritatea populației localității Horoșe era vorbitoare de ucraineană (94,5%), existând în minoritate și vorbitori de rusă (4,19%).